# مورا فاي
مورا فاي (بالإنجليزية: Maura Fay)‏ هي مديرة التصوير ‏ أسترالية، ولدت في 12 مارس 1958 في سيدني في أستراليا، وتوفي بنفس المكان في 29 أكتوبر 2001.

## وصلات خارجية
- مورا فاي على موقع IMDb (الإنجليزية)
- مورا فاي على موقع قاعدة بيانات الفيلم (الإنجليزية)